# (4573) Piešťany
(4573) Piešťany est un astéroïde de la ceinture principale.
Il est nommé en l’honneur de Piešťany, ville de Slovaquie occidentale.

## Description
(4573) Piešťany est un astéroïde de la ceinture principale. Il fut découvert le 5 octobre 1986 à Piwnice par Milan Antal. Il présente une orbite caractérisée par un demi-grand axe de 3,04 UA, une excentricité de 0,07 et une inclinaison de 9,4° par rapport à l'écliptique.

## Compléments